# Palacio del príncipe de Mónaco

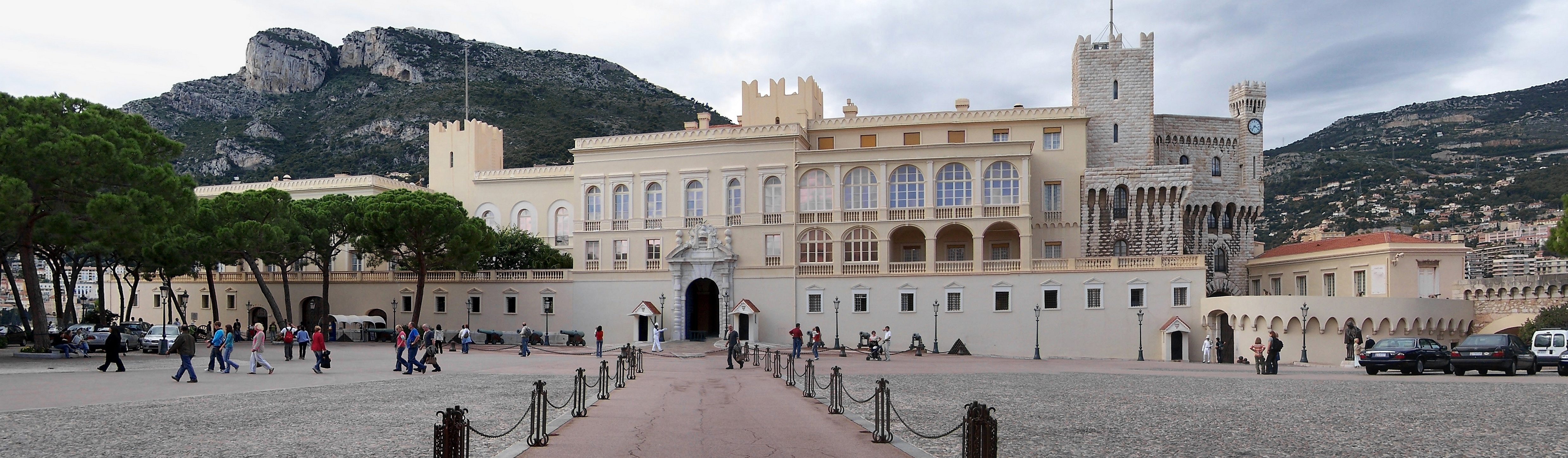
Palacio del príncipe de Mónaco.

El palacio del príncipe de Mónaco, también conocido como Palacio Grimaldi o Palacio principesco, es la residencia oficial del príncipe de Mónaco.
Fundado en 1191 como una fortaleza genovesa, durante su larga y a menudo dramática historia ha sido bombardeado y asediado por varios poderes foráneos. Desde finales del siglo XIII, ha sido la fortaleza de los Grimaldi, familia que se hizo con ella en 1297. Los Grimaldi gobernaron inicialmente el área como señores feudales, y desde el siglo XVII como príncipes soberanos, pero su poder se mantuvo mediante frágiles acuerdos con sus más grandes y poderosos vecinos.
Así, mientras los soberanos de Europa iban construyendo modernos y lujosos palacios en estilo renacentista o barroco, la política y el sentido común demandaron que el Palacio de Mónaco fuera fortificado. Esta característica, así como su última fase en la historia, ha hecho del Palacio uno de los más inusuales de Europa. Irónicamente, cuando sus fortificaciones fueron terminadas, a finales del siglo XVIII, fue tomado por los franceses, despojado de sus tesoros y cayó en declive, mientras los Grimaldi se exiliaron durante más de 20 años.
La ocupación permanente del palacio por parte de la familia Grimaldi es también un hecho inusual, porque a diferencia de otras casas reales europeas, la escasez de territorio donde construir en Mónaco los condujo a permancer en el mismo palacio durante más de siete siglos. Mientras que los Romanov, Borbones, Habsburgo y otras casas reinantes en Europa construían nuevos palacios continuamente, los Grimaldi debían contentarse con reconstruir parte del palacio existente o añadirle algún nuevo elemento. Así, el Palacio del príncipe no solo refleja la historia de Mónaco sino también la de una familia que celebró en 1997 sus 700 años de reinado.
Durante el siglo XIX y primeros años del XX, el Palacio y sus dueños se convirtieron en una especie de símbolo del lujo, glamur y decadencia que fue asociada con Montecarlo y la Riviera francesa. Glamur y teatralidad se hicieron realidad cuando la estrella de cine americana Grace Kelly se convirtió en Princesa de Mónaco en 1956. En el siglo XXI, el palacio sigue siendo la residencia oficial del actual príncipe de Mónaco, Alberto II.

## Arquitectura e historia del palacio

Plano del Palacio: A: Entrada; B, C: Departamentos de estado, Doble Loggia, y escaleras en herradura; D: Capilla; E: Piscina, F: Torre de Todos los Santos; G: Serravalle; H: Torre del sur; K: Torre central; M: Torre de Santa María.

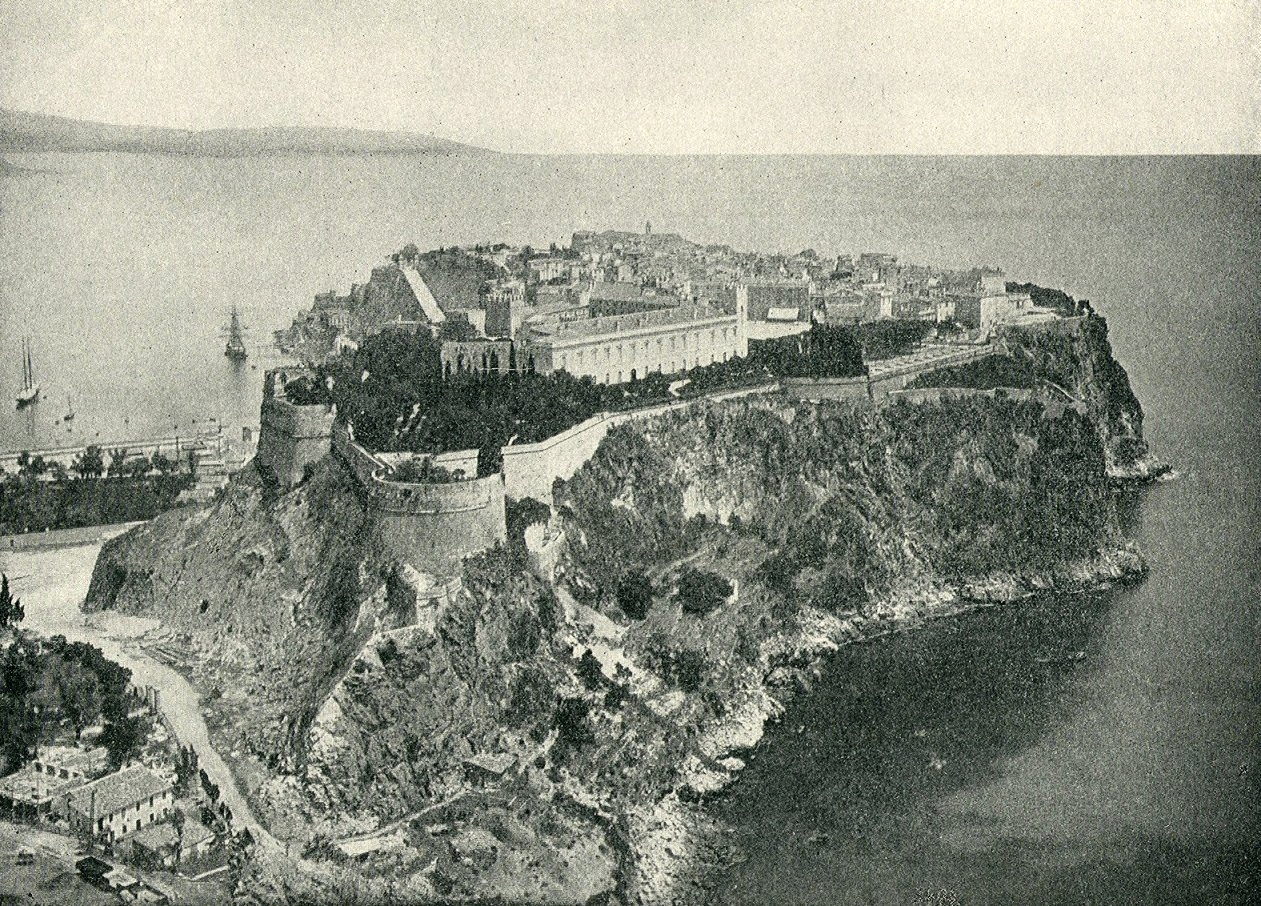
En 1890, el Palacio muestra una mezcla de fachadas clásicas con las fortificaciones medievales. Debido al desarrollo de Montecarlo y el crecimiento de la flora, esta vista despejada no es posible hoy en día.

El palacio es una mezcla de estilos arquitectónicos; su antiguo uso como fortaleza se muestra claramente en su falta de simetría. La fachada principal muestra un estilo renacentista. Esta arquitectura parece enmascarar anteriores fortificaciones; esto se observa en la aparición de torres, las cuales se elevan detrás las diferentes fachadas clásicas. Estas torres —muchas de ellas con almenas y matacanes— fueron realmente reconstruidas durante el siglo XIX. Al fondo del palacio, las fortificaciones medievales aparecen más intactas. Una mayor armonía arquitectónica se aprecia en el Patio de honor, eje del edificio, donde dos niveles de arcadas, con los muros pintados al fresco, sirven como balcón ceremonial para las apariciones del príncipe, con un corredor enlazando con las habitaciones oficiales del palacio.
Lo más notable del edificio son los llamados cuartos de estado o salones oficiales. Estos fueron organizados a partir del siglo XVI, y mejorados al estilo de Versalles durante el siglo XVIII. En el siglo XIX y posteriormente, a mediados del siglo XX, una restauración a gran escala les devolvió su esplendor y el estilo rococó que prevalece hoy en día.
Las habitaciones se diseñaron como una ruta ceremonial que culminara en el Salón del trono; el recorrido comienza por una escalera exterior en forma de herradura que lleva desde el Patio de Honor hasta la Galería de Hércules, una logia con ligeros arcos sustentados por columnas. Desde aquí, los invitados pasan a la Galería de los espejos, una estancia inspirada en la Galería de los Espejos de Versalles.
Esta galería conduce a los primeros cuartos oficiales. La Sala azul, decorada con brocados de este color, exhibe retratos de la familia Grimaldi y candelabros de cristal de Murano. Seguidamente se accede al Salón del trono, el más grande del Palacio. El techo y frescos de las paredes fueron ejecutados por Orazio de Ferrari. El trono, de estilo Imperio, se sitúa en uno de los testeros, cobijado por un baldaquino. El suelo es de mármol de Carrara, y la chimenea situada enfrente, de piedra de La Turbie labrada. Todas las ceremonias de estado se celebran en esta estancia desde el siglo XVI.
Otra de las habitaciones destacadas de los apartamentos estatales es la Sala Mazarino. Esta sala de estar está decorada con paneles de madera dorada y policromada, comprados en Francia por el Cardenal Mazarino, quien estaba emparentado con la familia Grimaldi. Un retrato del Cardenal cuelga encima de la chimenea.
Aunque tanto interior como exteriormente el aspecto y la atmósfera del Palacio recuerden al siglo XVIII, en realidad esta apariencia se debe a profundas campañas de restauración y acondicionamiento durante los siglos XIX y XX.

## Fortaleza Grimaldi
La historia de Mónaco comienza con un asentamiento del Imperio Romano en el año 122. El puerto natural que ofrece Mónaco atrajo a comerciantes fenicios. Ellos fueron quienes introdujeron en esta zona del Mediterráneo el culto a su dios Melkart, conocido después por los romanos como Hercules Monoikos. Bajo el dominio de Roma, la zona fue renombrada como Portus Hercules Moneici, de donde deriva el actual nombre de Mónaco.

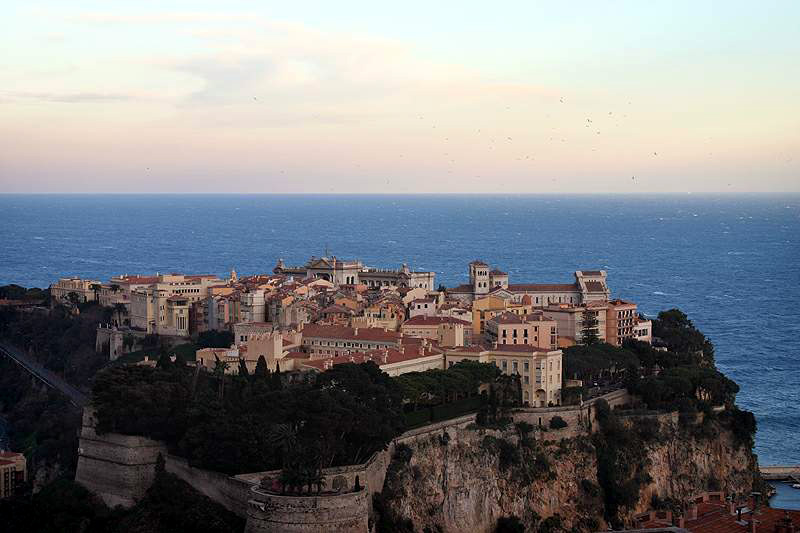
La Roca de Mónaco dominando el puerto y el Mediterráneo. El Palacio se encuentra en primer plano. Se aprecian también la Catedral de san Nicolás y el Museo Oceanográfico, fundado en 1906. Se aprecian desde esta vista los restos de las torres de Todos los Santos y Serravalle, en la parte inferior izquierda de la imagen.

El dominio de los príncipes en la Roca de Mónaco comenzó con una fortaleza en el año 1191, cuando el puerto, que está hoy día ocupado por Monte Carlo, fue tomado por la República de Génova. El puerto y su zona inmediata fueron entregados a los genoveses por el emperador del Sacro Imperio Enrique IV para proteger la costa de la piratería. Los genoveses adquirieron nuevos terrenos al consejo de Peille y a la Abadía de Saint Pons. En 1215 comenzaron los trabajos para una nueva fortaleza, comprendiendo cuatro torres conectadas y protegidas por murallas. Este es el origen del palacio actual.
Génova fue importante en la política europea del siglo XII. La genovesa fue una nación de mercaderes, y muchas veces adquirieron el papel de prestamistas o banqueros de otros territorios o naciones. Sin embargo, los genoveses se dividieron pronto en dos bandos rivales, los güelfos, partidarios del papa Inocencio IV, y los gibelinos, que apoyaban las pretensiones del emperador Federico II Hohenstaufen de disputar el poder supremo al papado. Los Grimaldi eran una de las familias patricias que apoyaban al bando papal. A lo largo del siglo XIII, los dos bandos lucharon violentamente para defender sus intereses; a finales del siglo, los gibelinos impusieron su poder en Génova y expulsaron a sus enemigos güelfos, entre ellos a los Grimaldi. La familia se asentó entonces en la actual Riviera francesa, donde muchos lugares llevan hoy el nombre Grimaldi como signo de su fuerte presencia en la zona.
La leyenda relata que en enero de 1297, Francisco Grimaldi, disfrazado de monje, pidió albergue en el castillo. Una vez dentro, mató al guardia, y dio paso a sus hombres, que se hicieron con la fortaleza. Desde entonces, la fortaleza se convirtió en el bastión de los Grimaldi. Esta leyenda se conmemora con la estatua de Francisco Grimaldi, vestido de monje, en un extremo de la fachada del Palacio. Asimismo, las armas de la casa principesca muestran sendos hombres vestidos de monje portando espadas.
Carlos I, que reinó desde 1331 a 1357, hijo del primo de Francisco Grimaldi Rainiero I, amplió la fortaleza añadiendo dos grandes edificaciones: una frente a las murallas del este y la otra defendiendo el lado del mar. Estos cambios modificaron el aspecto de la fortaleza, que pasó a tener aspecto de mansión fortificada. Durante las tres décadas siguientes, los Grimaldi entablaron fuertes luchas con Génova por el control de la zona. En 1341, los primeros tomaron Menton y después Roquebrune, consolidando su dominio sobre la región. De esta manera, fortalecieron no solo su posición en la Roca, sino también sobre el puerto adyacente. La fortaleza Grimaldi era así el centro desde el que la familia controlaba un territorio bastante extenso pero a la vez muy vulnerable. 

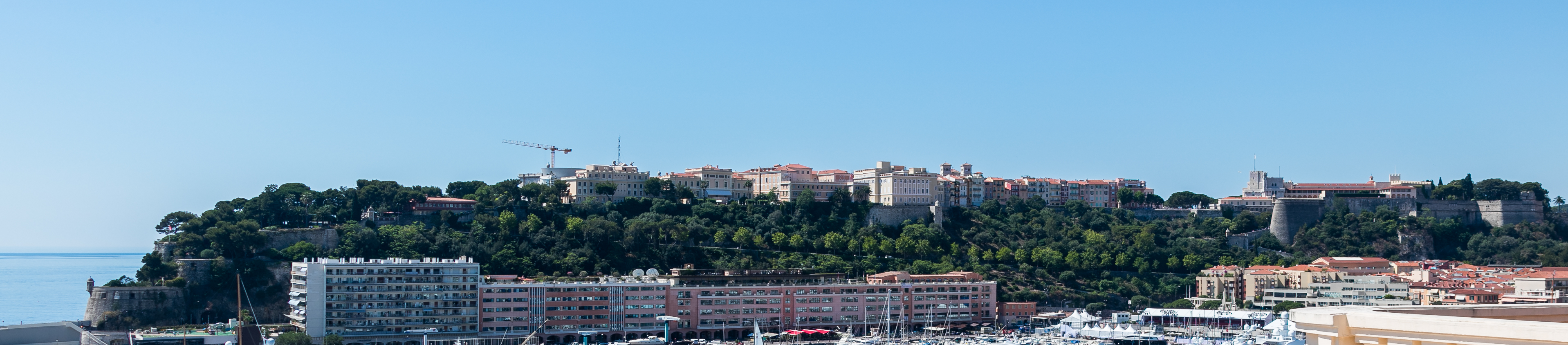
La Roca desde el puerto de Hércules.

Durante los siguientes cien años, los Grimaldi defendieron su territorio de ataques de otros estados como Génova, Pisa, Venecia, Nápoles, Francia, España, Alemania, Inglaterra y Provenza. La fortaleza fue frecuentemente bombardeada, dañada y restaurada. Con el tiempo, los Grimaldi establecieron una alianza permanente con Francia que fortalecía su posición. Más seguros en su posición, los ahora Señores de Mónaco tomaron conciencia de la necesidad no solo de defender su territorio, sino también de tener un hogar donde reflejar su poder y prestigio.
Así, durante el siglo XV, la fortaleza y la Roca fueron ampliados y remodelados, hasta que se convirtió en una guarnición para 400 tropas. La lenta transformación de casa fortificada a palacio comenzó en esta era, en primer lugar bajo Lamberto Grimaldi, Señor de Mónaco (quien entre 1458 y 1494 fue "Un notable soberano que manejó la diplomacia y la espada con igual talento"), y luego por su hijo Juan II. El lado este de la fortaleza se amplió con un ala de tres pisos, resguardada por altos muros dentados que conectaban las torres de Santa María, Media y Sur. Esta nueva ala contenía en principal cuarto del palacio, el Salón de Estado (hoy conocido como Cuarto de Guardia). Más adelante se añadieron estancias con balcones y loggias para el uso privado de la familia Grimaldi. En 1505, Juan II fue asesinado por su hermano Luciano.

## De fortaleza a palacio

### Luciano I (1505-1523)

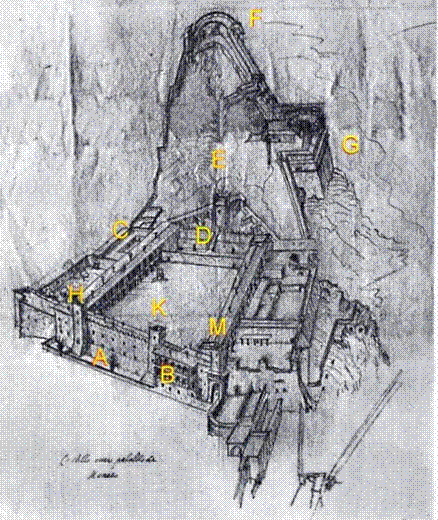
Ilustración 7: El palacio en el. El Norte está a la derecha del cuadro. A: Entrada; B, C: Departamentos estatales, doble galería, y escaleras en herradura; D: Futuro sitio de la capilla; E, F: Torre de Todos los Santos; G: Serravalle; H: Torre Sur; K: Torre Media; M: Torre de Santa María.

Juan II fue sucedido por su hermano Luciano I. La paz no reinó en Mónaco por mucho tiempo; en diciembre de 1506, 14 000 tropas genovesas sitiaron Mónaco y su castillo, y durante cinco meses 1500 monegascos y mercenarios defendieron la Roca antes de lograr la victoria en marzo de 1507. Esto dejó a Luciano I a un paso de un acuerdo diplomático entre Francia y España para así preservar la frágil independencia del diminuto estado, que fue realmente sometido a España. Luciano comenzó inmediatamente la reparación de los daños del palacio-fortaleza, que había sido destrozado por los fuertes bombardeos. El ala principal (en la ilustración, de H a M ), construida por el príncipe Lamberto, fue ampliada durante el reinado de Juan II, el cual añadió otra gran ala (H a C) que todavía alberga los apartamentos estatales.

### Honorato I (1523-1581)
Durante el reinado de Honorato I, continuó la transformación de fortaleza a palacio. El Tratado de Tordesillas, al comienzo del mandato de Honorato I, clarificó la posición de Mónaco como protectorado de España, y más tarde del Emperador del Sacro Imperio Romano Germánico Carlos V. Esto trajo consigo estabilidad y seguridad, que permitió al Señor de Mónaco concentrarse en hacer más confortable su residencia antes que en la constante necesidad de defenderla.
En este momento, el patio fue reconstruido por el arquitecto Dominique Gallo quien diseñó una doble arcada (entre los puntos G y H). Cada arcada consta de doce arcos, cerrados por balaustradas de mármol blanco en el nivel superior. Hoy en día la arcada superior que se conoce como Galerie d'Hercule (Galería de Hércules), ya que los techos están pintados con escenas que representan los trabajos de Hércules, trabajo pictórico encargado posteriormente, durante el reinado de Honorato II, al pintor Orazio de Ferrari. Estas galerías o logias corresponden a los corredores de las habitaciones de Estado en el ala sur. En el otro lado del patio, fue construida una nueva ala, decorada por el artista genovés Luca Cambiaso con frescos en sus paredes exteriores. Se cree que las galerías (B) del ala norte, con vistas al puerto, se construyeron en este momento.
Las posteriores ampliaciones se llevaron a cabo con el fin de dar acomodo al emperador Carlos V en 1529, cuando se quedó cuatro noches en el palacio durante su viaje a Bolonia para su coronación por el papa Clemente VII.

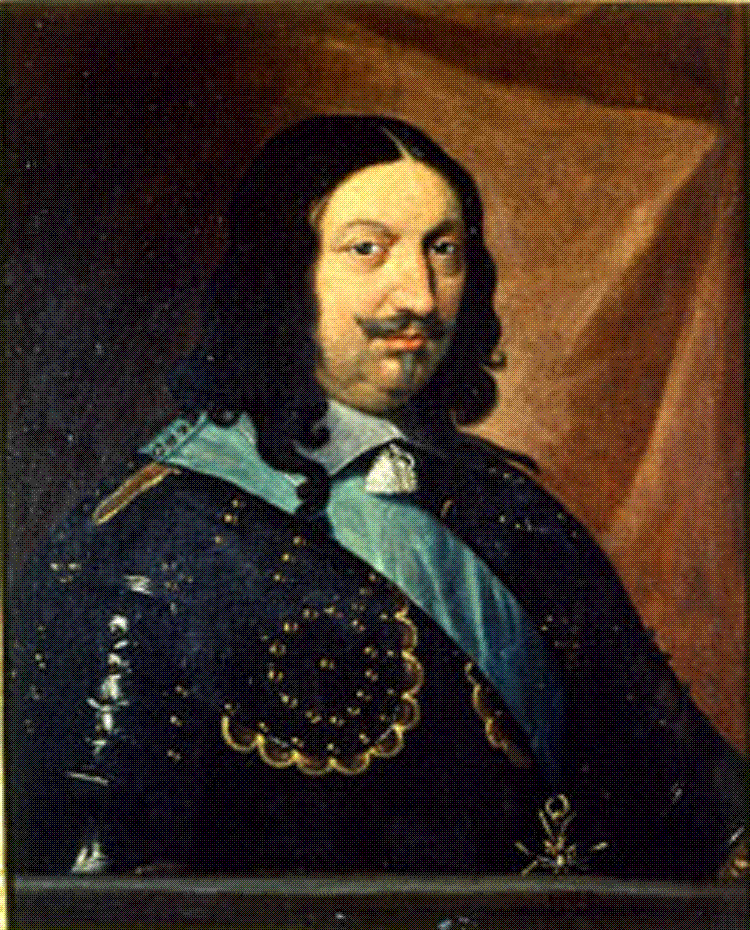
Honorato (Honoré) II se convirtió en 1633 en el primer príncipe soberano de Mónaco. Gran parte del aspecto actual del Palacio se le debe a él.

Arquitectónicamente fue un periodo de gran actividad, pero Honorato II fue incapaz de remodelar la fortaleza en el gran estilo renacentista de los palazzi florentinos o venecianos. A pesar de la protección española, el riesgo de un ataque francés era alto, y por eso la defensa fue la principal prioridad de Honorato. Con esto en mente, agregó dos nuevas construcciones: la Torre de todos los Santos (F) y el Bastión de Serravalle (G). La Torre de todos los Santos era semicircular y estaba resguardada por un promontorio rocoso; se completaba su defensa con plataformas de armas y cañones, estando conectada por cuevas artificiales cavadas en la misma roca. Los pasajes subterráneos conectaban también esta torre con el Bastión de Serravalle, que era una torre de armas de tres plantas erizadas de cañones. Debajo del patio se instaló una cisterna, suministro suficiente de agua para las tropas de un asedio de 20 meses, con un enorme techo abovedado sostenido por nueve columnas. Mónaco continuó políticamente vulnerable durante otro siglo y las obras de construcción casi se paralizaron desde 1581 hasta 1604, durante el reinado del príncipe Carlos II y el príncipe Hércules.

### Honorato II (1597-1662)

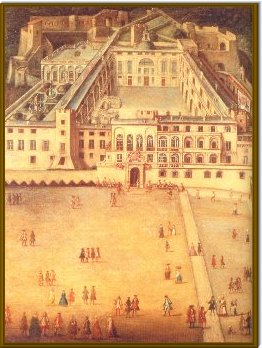
Pintura por Joseph Bresson que muestra el Palacio en 1762. Las novedades introducidas por Honorato II son claramente visibles. Se aprecia la cúpula que corona la capilla al fondo del patio.

La vulnerabilidad de Mónaco se volvió a poner de manifiesto en 1605 cuando los españoles instalaron allí una guarnición. En 1633, Honorato II fue oficialmente tratado como "Príncipe Serenísimo" por Felipe IV de España, reconociendo así a Mónaco como principado por primera vez. Sin embargo, dado que las tropas españolas se encontraban ocupando el territorio, este reconocimiento era poco más que un gesto para mantener tranquilo a Honorato.
Honorato II era un francófilo. Después de su educación en Milán, donde trató a los intelectuales del momento, frecuentó los círculos aristocráticos de París. Por tanto, tenía una estrecha afinidad con Francia, tanto cultural como políticamente, y se rebeló contra la presencia española en Mónaco. Si bien se dio cuenta de que Mónaco no podría sobrevivir independiente sin la protección de un gran estado, Francia fue su elección. En 1641, fuertemente apoyado por los franceses, atacaron la guarnición y expulsaron a los españoles, lo que se declara como "la libertad gloriosa de Mónaco". Sin embargo, tal libertad fue sólo nominal, dado que de hecho el principado se convirtió en un protectorado de Francia, que duraría hasta 1814.
Persona de alto nivel de educación y mecenas de las artes, Honorato II, seguro en su trono, comenzó a coleccionar obras de Tiziano, Durero, Rafael, Rubens y Miguel Ángel. Tras 30 años de trabajos, el palacio se estaba transformando en una residencia adecuada para un príncipe.
Se encomendó al arquitecto Jacques Catone no solo ampliar el palacio, sino también suavizar su aspecto fortificado y sombrío. La fachada principal, que da a la plaza, el "frente" del palacio, fue decorada en este momento. Las galerías superiores (B) a la derecha de la entrada se cerraron con cristales. En el interior, fueron reformadas las habitaciones oficiales y se creó un corredor que las comunicase. La nueva capilla, coronada por una cúpula, (construida en la zona marcada con D) se dedicó a San Juan Bautista. Estos trabajos ocultaron en parte el Bastión de Serravalle desde el patio, dando al edificio un aspecto más ligero y consonante con el Renacimiento.

## Dueños ausentes y Revolución (1662-1815)
A finales del siglo XVII y principios de siglo XVIII, aunque oficialmente Mónaco era un estado independiente, en realidad funcionaba como una provincia más de Francia. Sus gobernantes pasaban gran parte de su tiempo en la corte francesa. El atractivo de Versalles era mayor que el de su propio país.

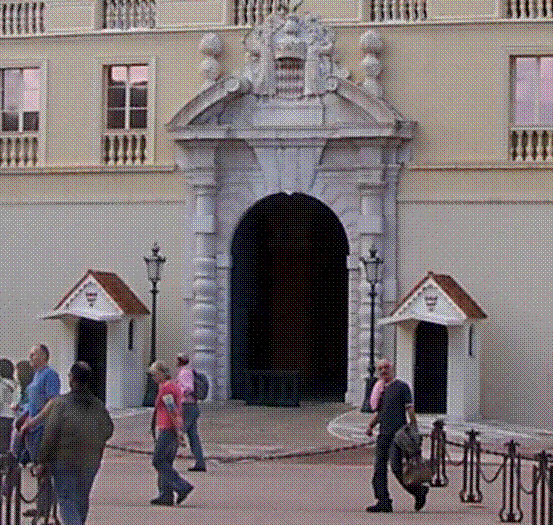
La portada principal del Palacio.

Honorato II fue sucedido por su nieto, el príncipe Luis I. El nuevo príncipe tenía una personalidad urbana y pasó mucho tiempo con su esposa en la corte francesa, donde disfrutaba de la rara distinción de ser a la vez un jefe de Estado extranjero y par de Francia. Impresionado por los palacios del rey, que había empleado al arquitecto Jean Androuet du Cerceau para llevar a cabo modificaciones en el palacio de Fontainebleau, Luis quiso hacer lo mismo en su residencia de Mónaco. De esta manera, el Príncipe fue el responsable de do de los elementos más notables del Palacio: la entrada principal, concebida como una portada en arco, rematado por un frontón roto con las armas Grimaldi; y la escalera de herradura doble del patio principal, que sigue el modelo de Fontainebleau. Se dice que los treinta escalones que componen la escalera fueron esculpidos en un solo bloque de mármol de Carrara. Tanto la nueva entrada como la escalera doble fueron diseñados por Antoine Grigho, un arquitecto de Como.
El príncipe Luis destacó asimismo por su disipada vida privada; su prodigalidad era notoria. Durante su visita a Inglaterra en 1677, provocó la ira del rey Carlos II por la enorme suma de costosos regalos que hizo a Hortensia Mancini, amante del Rey. Carlos II y el Príncipe se convirtieron en enemigos políticos más tarde, cuando Luis participó en la Guerra Anglo-holandesa en contra de Inglaterra. Con estas acciones, Luis se ganó la gratitud de Luis XIV, quien le hizo embajador ante la Santa Sede. Sin embargo, los gastos para mantener su posición en la corte papal le llevaron a vender la mayor parte de la colección de arte de su abuelo Honorato II, despojando el Palacio de la rica colección que exhibía anteriormente. Sin embargo, Luis murió antes de asegurar con sus gestiones en Roma el trono español para Francia, pendiente del testamento de Carlos II. Europa se hundió de inmediato en el caos de la Guerra de Sucesión Española.

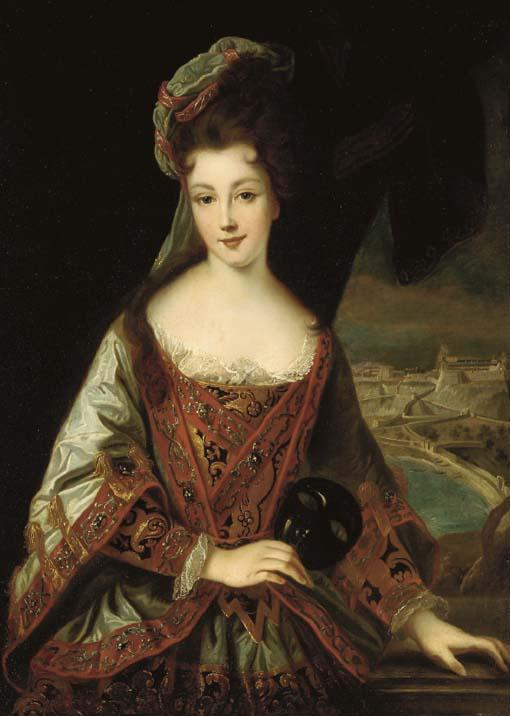
La princesa Luisa Hipólita, primera princesa soberana de Mónaco.

En 1701, Antonio I sucedió a Luis I, heredando un principado de Mónaco casi en quiebra, aunque hizo lo posible para embellecer el Palacio. El matrimonio de Antonio con María de Lorena fue infeliz y dio dos hijas. La Constitución de Mónaco limitaba el acceso al trono exclusivamente a los miembros de la familia Grimaldi, y Antonio propuso el matrimonio de su hija, la princesa Luisa Hipólita (Louise-Hippolyte) con un primo de la familia Grimaldi. Sin embargo, el estado de las finanzas y la falta de aprobación del proyecto por parte del rey Luis XIV, dictaron lo contrario. Luisa Hipólita se casó con Jacques de Matignon Goyon, un rico aristócrata de Normandía. Luisa sucedió a su padre como soberana de Mónaco en 1731, pero falleció pocos meses después. El Rey de Francia hizo caso omiso de las protestas de otras ramas de la familia Grimaldi, derrocó la Constitución de Mónaco, y aprobó la sucesión de Jacques Matignon como príncipe Jaime I. El arzobispo Honoré-François Grimaldi, hermano del príncipe Luis I, como sacerdote célibe que era, fue considerado inválido para la sucesión. Su muerte en 1748 puso fin a la rama de Mónaco de la familia Grimaldi.
Jacques asumió el nombre y las armas de los Grimaldi, pero la aristocracia francesa mostró escaso respeto hacia el nuevo príncipe que había salido de sus filas; este optó por pasar su tiempo ausente de Mónaco. Murió en 1751 y fue sucedido por su hijo, Honorato III.
Honorato III se casó con Catherine Brignole 1757 y más tarde se divorció de ella. Catherine, tras su divorcio, se casó con el príncipe Luis José de Borbón-Condé, un miembro de la depuesta (en 1798) casa real francesa.

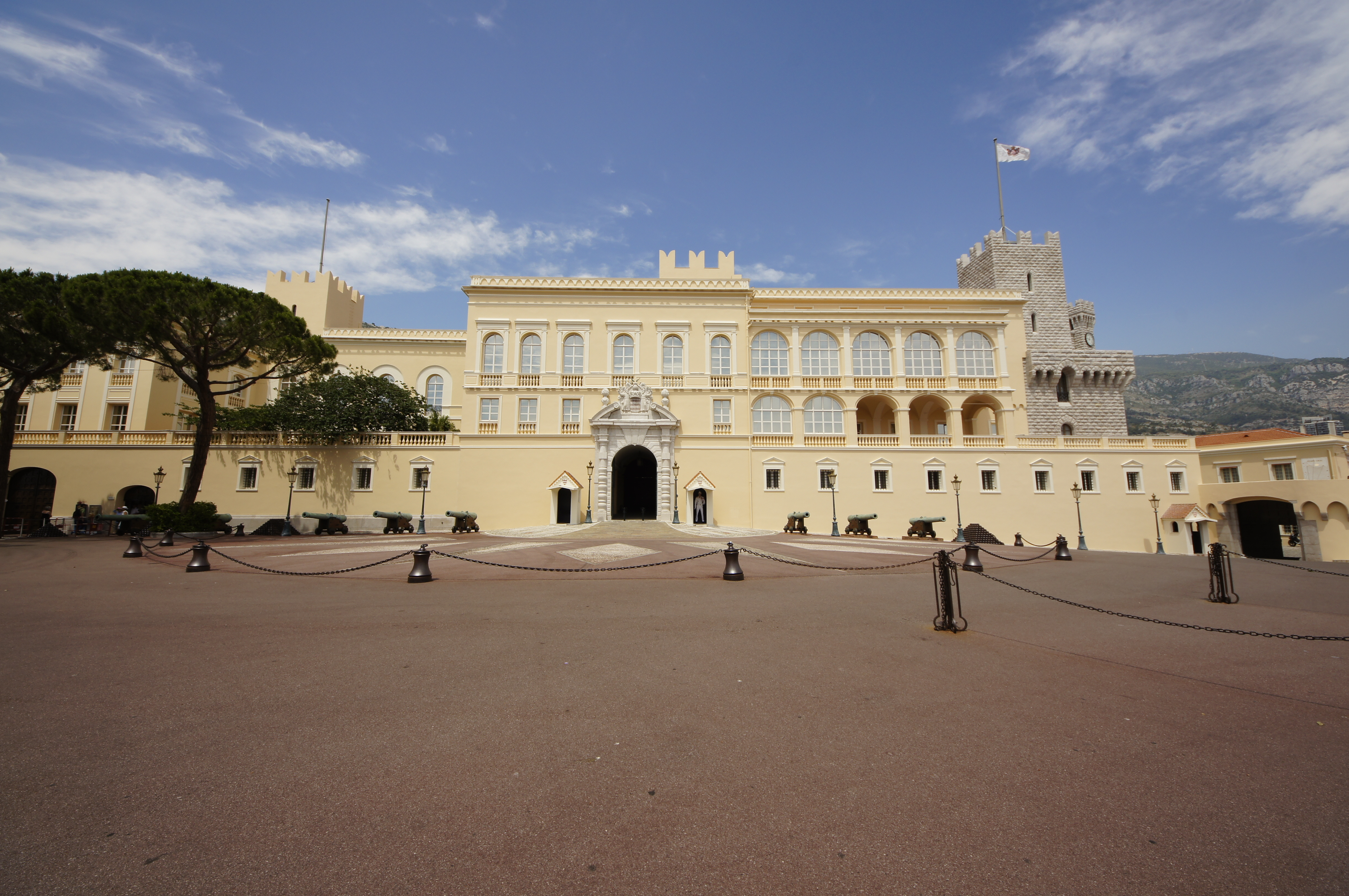
El palacio actual es, en gran parte, resultado de la restauración de finales del.

Irónicamente, los destinos de Hortensia Mancini y Luis I volvieron a encontrarse: Louise d'Aumont Mazarin, descendiente de Hortensia, se casó en 1776 con el hijo y heredero de Honorato III, el futuro Honorato IV. Este matrimonio fue muy ventajoso para los Grimaldi, pues Luisa Hortensia Mancini había sido la heredera de Cardenal Mazarino. De esta forma, la familia gobernante de Mónaco adquirió la totalidad de los bienes legados por Mazarino, entre ellos el Ducado de Rethel y el principado de Château-Porcien.
Honorato III fue un príncipe-soldado que combatió en numerosas guerras y estuvo ausente de Mónaco durante largas temporadas, encomendando el gobierno a otras personas, sobre todo un antiguo tutor. En una de las escasas visitas Honorato III al Palacio en 1767, Eduardo, duque de York, que había enfermado durante un viaje, murió en una de las estancias del Palacio, donde había sido trasladado. Desde esa fecha, la habitación ha sido conocida como Sala de York.
A pesar de no encontrarse habitado de forma permanente, el Palacio era una suntuosa residencia a finales del siglo XVIII. Sin embargo, la Revolución Francesa estaba en marcha, y a finales de la década de 1780 Honorato III tuvo que hacer concesiones a su pueblo, que había sido contagiado por la fiebre revolucionaria de sus vecinos franceses. Este fue sólo el comienzo una larga cadena de desastres para los Grimaldi. En 1793, los líderes de la Revolución declararon a Mónaco territorio anexionado. El Príncipe fue encarcelado en Francia y en sus bienes y propiedades, incluyendo el Palacio, entregados a Francia.
El Palacio fue saqueado, y lo que quedaba del mobiliario y la colección de arte, subastada por el gobierno francés. Mónaco pasó a llamarse Fort d' Hercule y se convirtió en un cantón francés más, mientras que el Palacio se convirtió en hospital militar y hospicio. En París, la nuera del Príncipe, Françoise-Thérèse de Choiseul-Stainville (1766-1794) fue guillotinada, una de las últimas ejecuciones del Reinado del terror. Ella compartió carreta con André Chénier. Honorato III murió en 1795 en París, donde había pasado la mayor parte de su vida, sin recuperar su trono.

## SigloXIX

### Recuperación del palacio

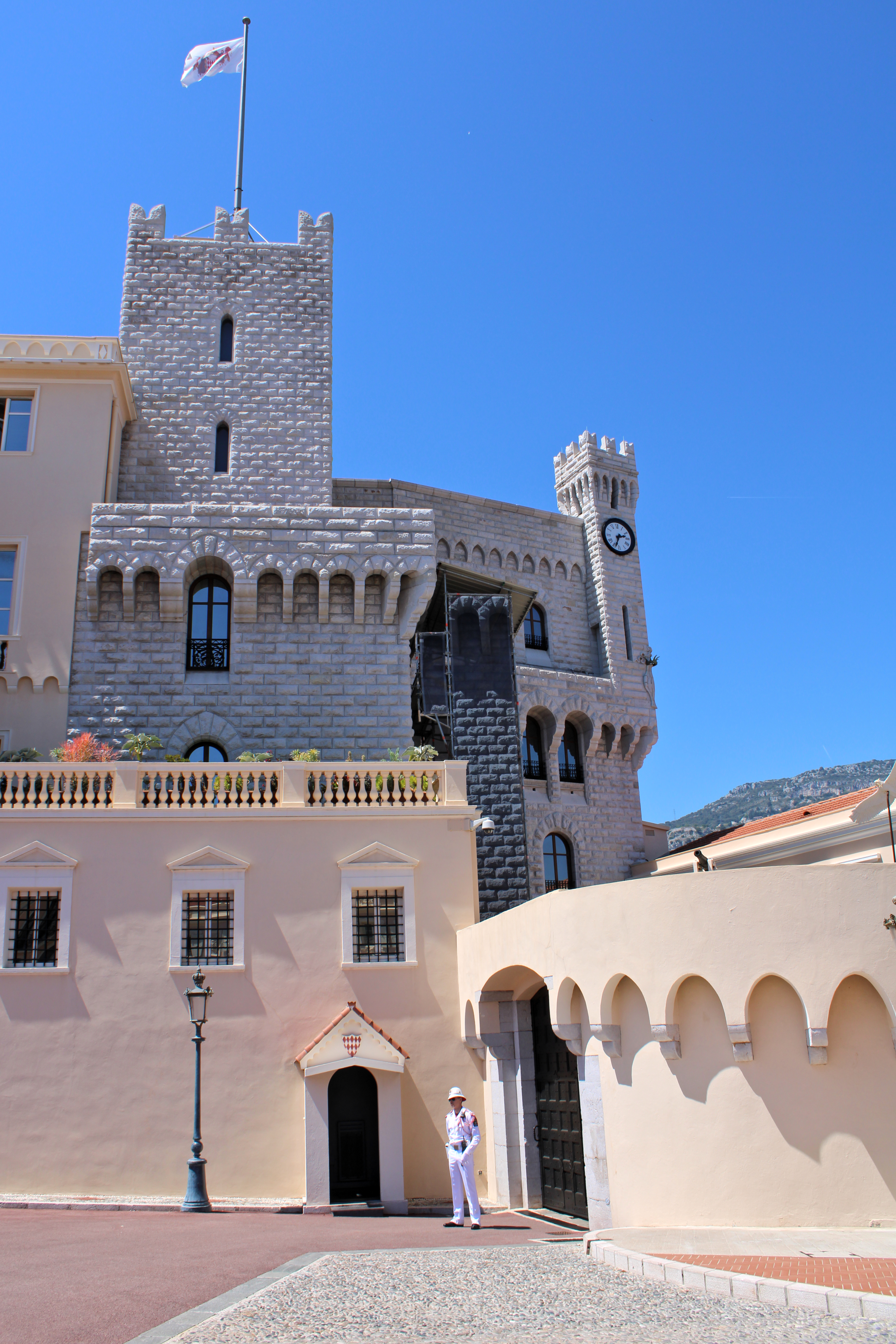
La torre de Santa María (M), reconstruida por Carlos III, se asemeja a una fortaleza medieval. A la derecha está la torre del reloj de Alberto I, en piedra blanca de La Turbie.

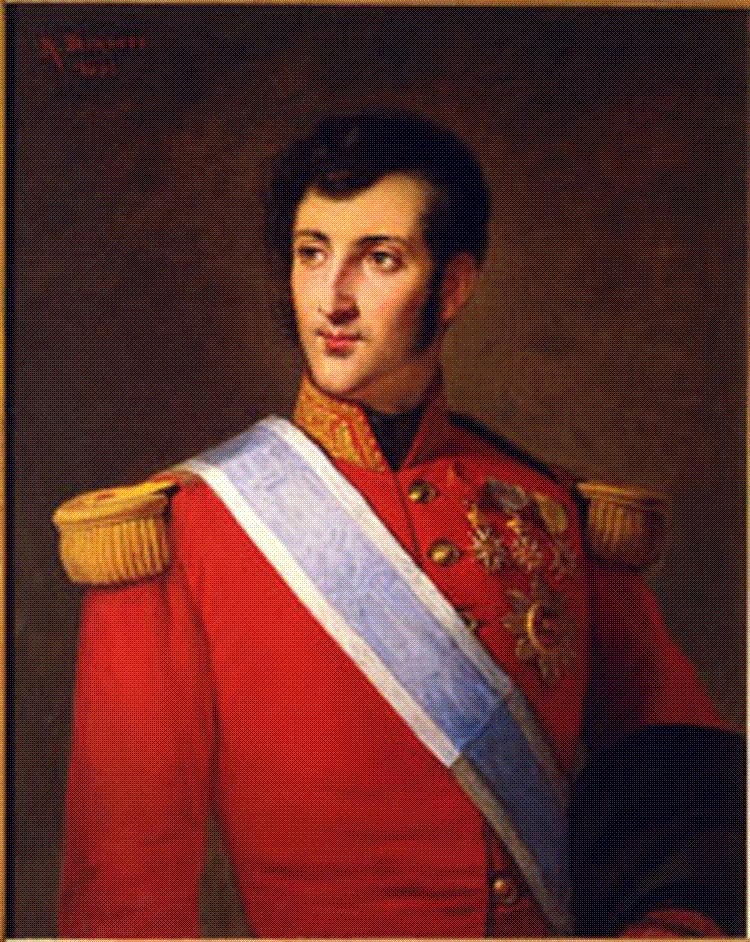
El príncipe Honorato V comenzó la restauración del Palacio después de la Revolución francesa.

Honorato III fue sucedido por su hijo Honorato IV (1758–1819), cuyo matrimonio con Louise d'Aumont Mazarin significó en muchos aspectos la recuperación de la familia Grimaldi tras años de penurias. Tras las mermas sufridas tras la revolución, el 17 de junio de 1814, con el Tratado de París, el Principado de Mónaco fue devuelto a Honorato IV.
El Palacio permaneció prácticamente abandonado durante los años en que los Grimaldi estuvieron en el exilio. Tal era el estado de deterioro, que parte del ala este, situada donde hoy está el Museo Napoleónico, tuvo que ser demolida, así como el edificio que albergaba los archivos del palacio.

### Restauración
Honorato IV murió poco después de que le fuera restituido el trono, y su sucesor Honorato V una gran campaña de restauración del edificio, tarea continuada después de su muerte en 1841 por su hermano, el príncipe Florestán I. Sin embargo, bajo Florestán, Mónaco experimentó una vez más las tensiones derivadas de su posición como protectorado de Cerdeña, el país al cual había sido cedido por Francia al final de las Guerras napoleónicas. Florestán, excéntrico (había sido actor profesional), dejó el gobierno de Mónaco en manos de su esposa, Carolina Gibert de Lametz. A pesar de los intentos de ésta por pacificar el principado, hubo disturbios y revueltas. En un intento por aliviar la situación de inestabilidad, Florestán cedió el poder a su hijo Carlos, pero llegó demasiado tarde para apaciguar a los monegascos. Menton y Roquebrune se separaron de Mónaco en 1861, dejando los dominios de los Grimaldi reducidos a poco más que Montecarlo y La Roca.
Florestán murió en 1856 y su hijo le sucedió como Carlos III. Este príncipe se dedicó con gran entusiasmo a la tarea de completar la restauración del Palacio iniciada por su tío Honorato V. Fue reconstruida la Torre de Santa María, y se rehízo completamente la Capilla, añadiendo un nuevo altar y decorando la bóveda con frescos, mientras que la fachada era pintada por Jacob Froëschle y Deschler con murales que ilustran diversos actos heroicos realizados por los Grimaldi. La Sala de Guardia, ahora llamada Salón de Estado, fue transformada por las nuevas decoraciones de estilo renacentista y la adición de una monumental chimenea.

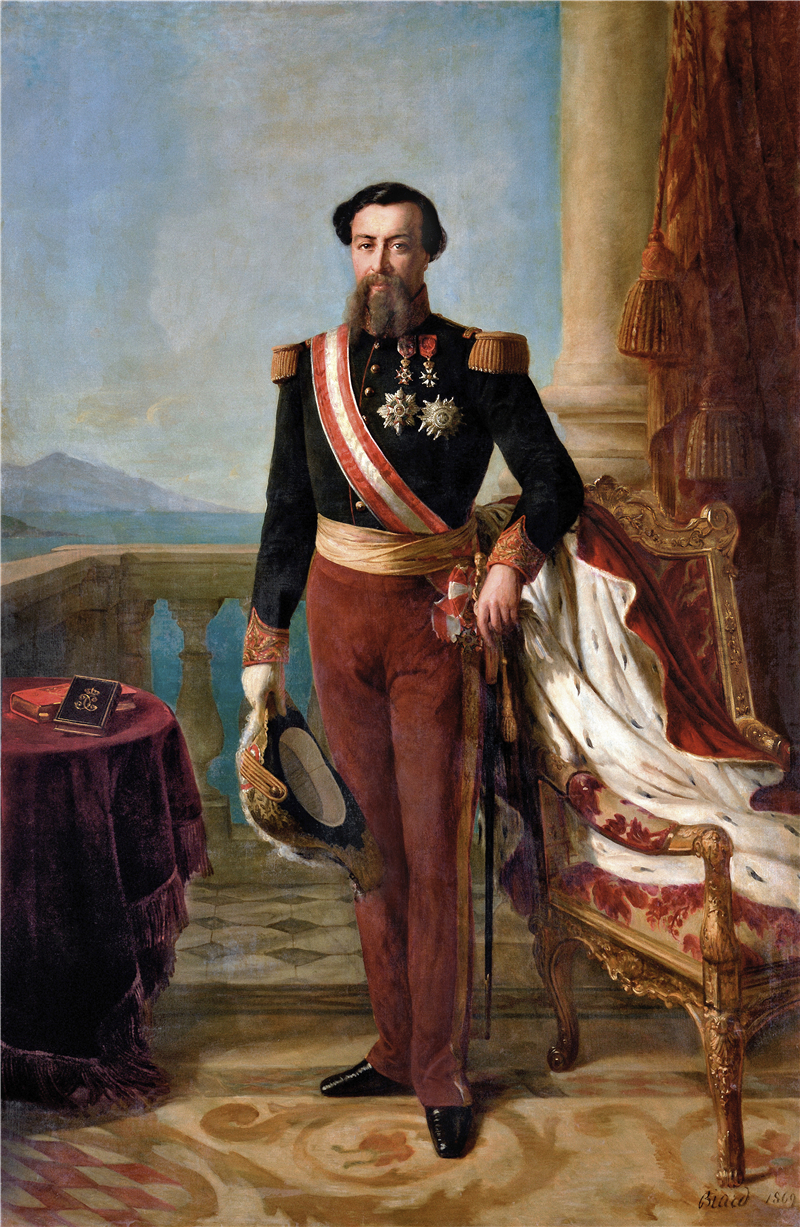
Carlos III de Mónaco.

Carlos III también impulsó serios planes para encontrar y rescatar las distintas obras de arte y muebles que habían sido robados, vendidos o dispersados durante la Revolución. Junto con nuevas adquisiciones, consiguió hacerse con cuadros que habían adornado el Palacio en el pasado, incluyendo retratos de familia como el de Luciano I por de Predis; Honorato II, de Philippe de Champaigne, Antonio I por Hyacinthe Rigaud o Luisa Hipólita, retratada por Jean-Baptiste van Loo; así como otras obras maestras, como la La lección de música de Tiziano.
Carlos III fue también el responsable de otro palacio en Montecarlo, finalizado en 1878. El primer casino de Mónaco había abierto la década anterior.

### Declive del poder de los Grimaldi
En el momento de la muerte de Carlos III en 1889, Mónaco y Monte Carlo eran sinónimo del mismo lugar, y habían adquirido, gracias a los juegos de azar, cierta reputación decadente, que no obstante, atraía a todos, desde grandes duques rusos y magnates de los ferrocarriles a ladrones de joyas y estafadores, haciendo que el pequeño país fuera mirado a veces con cierto desdén. Durante su visita en 1882 a la Riviera Francesa, la reina Victoria del Reino Unido se negó a hacer una visita de cortesía al Palacio Grimaldi.
Los sucesivos gobernantes de Mónaco tendieron a vivir en otros lugares y visitar su palacio sólo ocasionalmente. Carlos III fue sucedido en 1889 por Alberto I. Alberto casó en primeras nupcias con María Victoria Douglas-Hamilton, noble británica. La pareja tuvo un hijo, Luis, antes de divorciarse en 1880. Alberto fue un divulgador, investigador y viajero interesado en el mundo de la ciencia; fundó el Instituto Oceanográfico en 1906; como pacifista fundó el Instituto Internacional de la Paz en Mónaco. La segunda esposa de Alberto, Alice Heine, hizo hincapié en convertir a Montecarlo en un centro cultural relevante, y estableció el Ballet en la Ópera de Montecarlo.

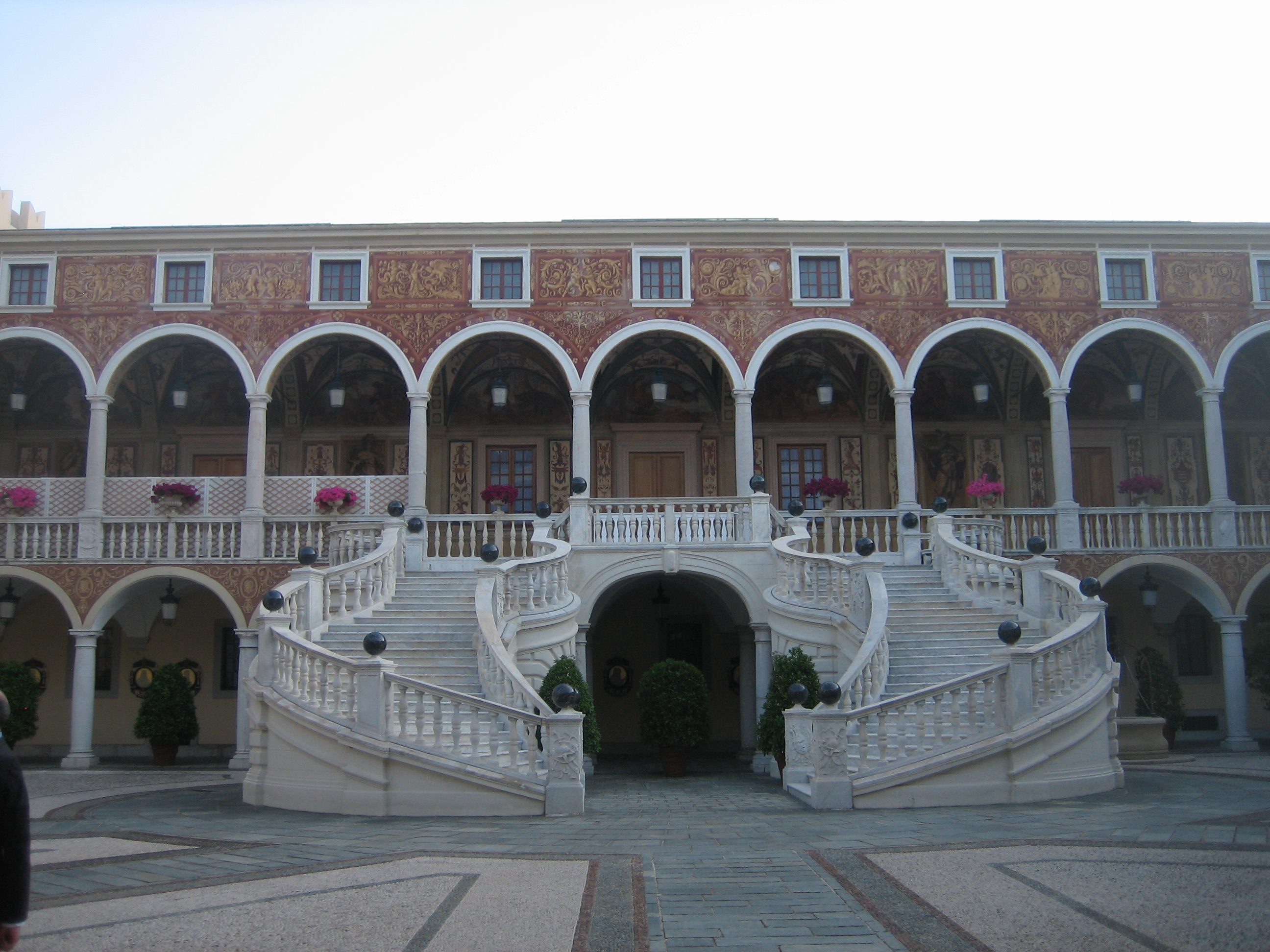
La Galería de Hércules desde el patio principal, con la escalera.

Alberto fue sucedido en 1922 por su hijo Luis II. Luis había sido criado por su madre y su padrastro en Alemania, y no conoció Mónaco hasta la edad de 11 años. Tuvo una relación distante con su padre y sirvió en la Armada Francesa. Mientras vivía en el extranjero, conoció a su amante Marie Juliette Louvet, con quien tuvo una hija, Carlota Grimaldi, nacida en Argelia en 1898. Como príncipe de Mónaco, Luis II prefirió vivir en la finca familiar de Le Marchais, cerca de París. En 1911, el Príncipe aprobó una ley para legitimar a su hija, con el fin de que pudiera heredar el trono y evitar su paso a una rama distante de la familia. La ley fue impugnada y se convirtió en lo que llegó a conocerse como Crisis sucesoria de Mónaco. Finalmente, en 1919 el príncipe adoptó formalmente a su hija ilegítima, que pasó a convertirse en la princesa Carlota, duquesa de Valentinois.
Durante la II Guerra Mundial, Luis trató de mantener Mónaco neutral, aunque sus simpatías estaban cercanas al Gobierno francés de Vichy. Esto causó una brecha con su nieto Raniero, hijo de su hija, y heredero. La princesa Carlota cedió sus derechos de sucesión a Raniero en 1944.
Después de la liberación de Mónaco por los aliados, a los 75 años de edad, el príncipe Luis comenzó a desentenderse gravemente de los asuntos del principado. A partir de 1946 fue pasando la mayor parte de su tiempo en París, y el 27 de julio de ese año, se casó por primera vez. Sin embargo, el nuevo matrimonio apenas frecuentaba Mónaco, y vivía en sus propiedades en Francia. El príncipe Luis falleció en 1949 y fue sucedido por su nieto, Raniero III de Mónaco.

## Raniero III

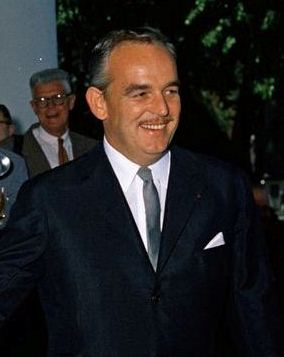
El príncipe Raniero III.

El príncipe Raniero III fue el responsable del gran cambio que sufrió Mónaco en el siglo XX, así como de la mayor campaña de restauración y embellecimiento del Palacio. Tras su ascensión al trono 1949, el Príncipe comenzó de inmediato un programa de renovación de las estancias palaciegas a gran escala. Fueron restaurados los frescos del patio, mientras que el ala sur, destruida tras la Revolución francesa, fue reconstruida. Esta es la parte del palacio donde la familia Grimaldi tiene sus aposentos privados. También se encuentran en esta ala el Museo Napoleónico y los Archivos. Además de esto, fueron renovadas y redecoradas muchas de las habitaciones; los suelos de mármol se renovaron con intarsia (una especie de mosaico), con diseños que incluyen la doble R del monograma de Raniero III.
Junto a su mujer, la princesa Gracia, Raniero no solo restauró el Palacio, sino que a partir de la década de 1970 también convirtió a Mónaco en sede de empresas grandes y prósperas, que alentaron la industria y el comercio, con el objetivo de reducir la dependencia de Mónaco sobre las rentas de los juegos de azar. En este proyecto se incluyó la renovación de las playas con vistas al turismo, y la promoción de viviendas de lujo de gran altura. 
Como resultado del aumento del prestigio de Mónaco, en 1993 se unió a Naciones Unidas, con el heredero el príncipe Alberto como cabeza de la delegación de Mónaco.
La princesa Grace falleció en 1982 como resultado de un accidente de coche. Cuando Raniero III murió en 2005, dejó el Palacio y el país en la posición más fuerte y estable que había tenido durante siglos.

## El palacio en elsigloXXI

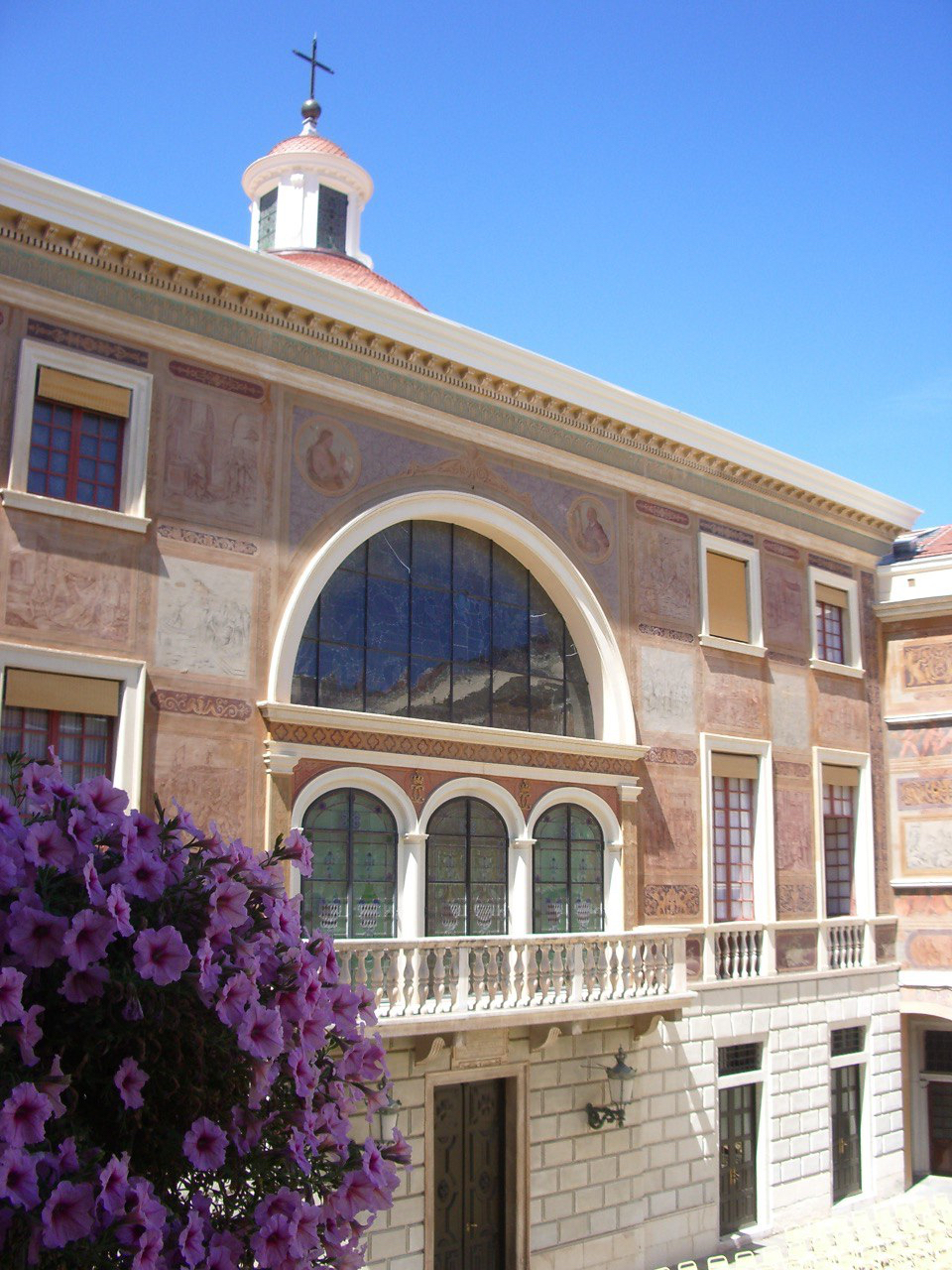
La capilla palatina de San Juan Bautista

Hoy el Palacio es la residencia del príncipe Alberto II. Las habitaciones de estado están abiertas al público durante el verano, y desde 1960, el patio del Palacio alberga conciertos al aire libre de la Orquesta Filarmónica de Montecarlo (anteriormente conocida como Orquesta de la Ópera Nacional).
El Palacio sigue siendo escenario de las ceremonias y actos oficiales más importantes del principado. El actual soberano se casó en el Palacio, en el Salón del trono, con la sudafricana Charlene Wittstock en una ceremonia civil el 1 de julio de 2011, y al día siguiente, en una ceremonia religiosa católica, al pie de la escalera del patio principal.